# Пітер Кларк (тенісист)
Пітер Кларк (нар. 8 липня 1979) — колишній ірландський тенісист.
Найвищу одиночну позицію світового рейтингу — 229 місце досяг 21 жовтня 2002, парну — 883 місце — 20 листопада 2000 року.

## Фінали

### Одиночний розряд
| Легенда (одиночний розряд) |
| -------------------------- |
| Тур ITF Ф'ючерс (4–4)      |

| Результат | Ранг | Дата              | Турнір                   | Покриття | Суперник        | Рахунок       |
| --------- | ---- | ----------------- | ------------------------ | -------- | --------------- | ------------- |
| Поразка   | 1.   | 11 листопада 2001 | Beaumaris, Австралія     | Тверде   | Скотт Дрейпер   | 1–6, 6–7(3–7) |
| Поразка   | 2.   | 18 листопада 2001 | Frankston, Австралія     | Тверде   | Петер Лучак     | 4–6, 6–1, 4–6 |
| Перемога  | 1.   | 23 червня 2002    | Берклі, США              | Тверде   | Лазар Магдинчев | 6–2, 7–6(7–2) |
| Поразка   | 3.   | 17 серпня 2002    | Лондон, Велика Британія  | Тверде   | Майк Шайдвайлер | 6–4, 1–6, 1–6 |
| Перемога  | 2.   | 30 березня 2003   | Мобіл, США               | Тверде   | Майкл Джойс     | 7–6(8–6), 6–4 |
| Перемога  | 3.   | 27 квітня 2003    | Бергамо, Італія          | Ґрунт    | Андреа Стоппіні | 6–3, 6–4      |
| Поразка   | 4.   | 4 травня 2003     | Борнмут, Велика Британія | Ґрунт    | Томаш Бердих    | 1–6, 4–6      |
| Перемога  | 4.   | 21 липня 2007     | Єреван, Вірменія         | Тверде   | Михайло Єлгін   | 5–7, 6–2, 6–3 |

### Парний розряд
| Легенда (парний розряд) |
| ----------------------- |
| Тур ITF Ф'ючерс (0–1)   |

| Результат | Ранг | Дата           | Турнір               | Покриття | Партнер      | Суперники                  | Рахунок       |
| --------- | ---- | -------------- | -------------------- | -------- | ------------ | -------------------------- | ------------- |
| Поразка   | 1.   | 25 серпня 2007 | Гельсінкі, Фінляндія | Тверде   | Рафаел Дюрек | Ікаїка Джобе Раян Стотленд | 4–6, 6–3, 2–6 |